# Emil Wörner
Johann Gottlieb Emil Wörner (geboren am 18. Dezember 1841 in Leipzig; gestorben am 5. August 1917 in Leipzig) war ein deutscher Gymnasiallehrer und Klassischer Philologe.
Emil Wörner besuchte ab 1855 die Thomasschule zu Leipzig, an der er 1860 das Abitur ablegte. Angeregt durch den Unterricht bei Rudolf Hildebrand, damals noch Mitarbeiter am Deutschen Wörterbuch der Brüder Grimm, das er ab 1863 herausgab, begann er das Studium der Klassischen Philologie und der Altgermanistik an der Universität Leipzig. Zu seinen akademischen Lehrern zählten die Germanisten Friedrich Zarncke und Theodor Möbius sowie die Philologen Anton Westermann, Bruder des Verlegers George Westermann, Reinhold Klotz und vor allem der Philologe und Sprachwissenschaftler Georg Curtius, der 1862 von der Universität Kiel nach Leipzig gekommen war. Während seines Studiums wurde er 1860 Mitglied der Leipziger Burschenschaft Germania.
Im Jahr 1864 legte Wörner das Lehramtsexamen ab, wurde im gleichen Jahr bei Georg Curtius mit einer Arbeit über die Appellative bei Homer promoviert und trat sogleich sein Probejahr an der Thomasschule an. 1865 wurde er als ordentlicher Lehrer an das Gymnasium Albertinum in Freiberg versetzt, 1866 als Oberlehrer an die Fürstenschule Sankt Afra in Meißen. Dort erhielt er 1872 den Titel Gymnasialprofessor. Als 1880 das neue Königliche Gymnasium in Leipzig eröffnet wurde, berief man Wörner zum Konrektor. Zu Michaelis 1905 trat er in den Ruhestand.
Neben seiner Tätigkeit als Lehrer und Konrektor war Wörner auch immer wissenschaftlich aktiv und publizierte regelmäßig größere und kleinere Abhandlungen zu philologischen und mythologischen Themen. Galten die philologischen Arbeiten zunächst Problemen der Gräzistik und insbesondere Homer, so waren seine mythologischen Beiträge aus der Beschäftigung mit Vergils Aeneis Gestalten des Aeneas-Umfeldes und daher teils auch römischen Themen gewidmet. Zu nennen sind hier etwa Die Sage von den Wanderungen des Aeneas bei Dionysios von Halikarnasos und Vergilius oder seine Beiträge für Wilhelm Heinrich Roschers Ausführlichem Lexikon der griechischen und römischen Mythologie, insbesondere der Artikel Aineias. Seine philologischen Aufsätze erschienen unter anderem in Curtius’ Studien zur griechischen und lateinischen Grammatik und in den Schulprogrammen seiner Schulen. Des Weiteren bearbeitete Wörner für die vierte Auflage der von Karl Kappes (1825–1895) für den Schulgebrauch erläuterten Aeneide Vergils die Bücher 4–6.
Doch lieferte er daneben auch einmal einen Beitrag für Die Gartenlaube, der „Illustrierten“ des 19. Jahrhunderts, oder verfasste einen Artikel über den Leipziger Bürgermeister Carl Wilhelm Otto Koch für den Verein für die Geschichte Leipzigs, dessen Vorstandsmitglied er war.

## Veröffentlichungen (Auswahl)
- Substantivorum Homericorum quae appellativa dicuntur ordine etymologico dispositorum index. In: Memoriam anniversariam. Programm Meißen 1869, 4, S. 1–48 (Digitalisat).
- Ἀνόπαια. In: Georg Curtius: Studien zur griechischen und lateinischen Grammatik. Band 6, 1873, S. 347–371 (Digitalisat)
- Die Substantiva auf υια. In: Sprachwissenschaftliche Abhandlungen. Festschrift für Georg Curtius. Hirzel, Leipzig 1874, S. 111–125 (Digitalisat)
- Ἡ πείρινς, πείρινθος und Πέρινθος. In: Georg Curtius: Studien zur griechischen und lateinischen Grammatik. Band 9, 1876, S. 458–462. 468 (Digitalisat)
- Über den Gebrauch der homerischen mit Präpositionen gesetzten und mit dem Suffix ιο gebildeten Adjektiva. Programm Meißen 1879, S. 31–37.
- Die Sage von den Wanderungen des Aeneas bei Dionysios von Halikarnasos und Vergilius. Programm des königlichen Gymnasiums zu Leipzig. Edelmann, Leipzig 1882, S 1–28 (Digitalisat)